# Michał Janiszewski (1954–2025)
Michał Janiszewski (ur. 26 września 1954 w Łochowie, zm. 14 stycznia 2025) – polski polityk, poseł na Sejm I i III kadencji.

## Życiorys
Ukończył Technikum Budowlane w Warszawie, a następnie studia pedagogiczne. Pracował w przedsiębiorstwie maszynowym w Warszawie, na początku lat 80. dołączył do „Solidarności”. W stanie wojennym zajmował się dystrybucją wydawnictw podziemnych. W lutym 1982 został zatrzymany i następnie tymczasowo aresztowany, zwolniono go w maju tegoż roku. Za prowadzoną działalność opozycyjną został skazany na karę 1 roku i 6 miesięcy z warunkowym zawieszeniem jej wykonania; ostatecznie w 1983 kara została darowana na mocy amnestii. Kontynuował kolportaż pism drugiego obiegu. W październiku 1985 ponownie tymczasowo aresztowany, ostatecznie zwolniony w sierpniu 1986 w związku z amnestią.
W 1991 uzyskał po raz pierwszy mandat poselski z ramienia Konfederacji Polski Niepodległej, który wykonywał do 1993. Od 1992 do 1996 był członkiem komitetu doradczego przy MSW. W latach 1994–1998 zasiadał w Radzie m.st. Warszawy.
KPN opuścił w 1996, przechodząc do utworzonej przez Adama Słomkę KPN-OP. W 1997 z listy AWS wybrano go na posła III kadencji, z klubu parlamentarnego tego ugrupowania odszedł już w 1998, współtworząc koło KPN-OP, przemianowane potem na KPN-Ojczyzna (w 1999 zmiany nazwy dokonała także partia). 28 maja 2000 został przewodniczącym tego ugrupowania.
W 2001 działał w Alternatywie Ruchu Społecznym, z ramienia którego bez powodzenia w 2001 ubiegał się o poselską reelekcję. Od tego samego roku należał przez kilkanaście lat do liderów Polskiej Partii Pracy (m.in. pełniąc funkcję jej sekretarza generalnego), z której list bezskutecznie kandydował w kolejnych wyborach (do Parlamentu Europejskiego w 2004 oraz do Sejmu w 2005 i 2007). Był potem jednym z liderów partii Wspólnota (kierowanej przez Andrzeja Anusza, istniejącej w latach 2014–2019). W 2024 wszedł w skład komitetu wspierającego kandydaturę Karola Nawrockiego na prezydenta RP w wyborach w 2025.
Pochowany 22 stycznia 2025 na cmentarzu Powązkowskim w Warszawie.

## Odznaczenia
Odznaczony Krzyżem Oficerskim (2014) i Komandorskim (2021) Orderu Odrodzenia Polski. W 2015 otrzymał Krzyż Wolności i Solidarności.